# Eduardo Kucharski
Eduardo Kucharski González (L'Hospitalet de Llobregat, 22 maggio 1925 – Barcellona, 2 ottobre 2014) è stato un cestista e allenatore di pallacanestro spagnolo.

## Carriera

### Giocatore
Kucharski esordì nel 1941 con il Laietà Basket Club, rimanendovi fino al 1946. Passò poi al Barcellona, squadra in cui militò fino al 1953, fatta eccezione per una parentesi di una stagione (1947-1948) al Club Joventut de Badalona. Ha chiuso la carriera da giocatore nel 1958 all'Aismalíbar Montcada.
Ha disputato 50 partite con la maglia della nazionale spagnola, con cui ha disputato anche i Mondiali 1950.

### Allenatore
Dal 1953 al 1958 ricoprì il doppio ruolo di allenatore-giocatore all'Aismalíbar Montcada; dopo il ritiro dal basket giocato, dal 1958 al 1960 fu allenatore della squadra catalana. Nel biennio 1959-1960 ha guidato la nazionale spagnola, disputando i Giochi olimpici 1960 di Roma, chiusi al 13º posto.
Nel 1960 si trasferì in Italia alla Virtus Bologna, rimanendovi fino al 1963: conquistò un secondo e due terzi posti in campionato. Successivamente tornò ad allenare il Montcada, per passare poi al Badalona, sulla cui panchina rimase dal 1964 al 1969, e ancora nel biennio 1975-1976. Chiuse la carriera di allenatore nel 1979 al Barcellona

## Palmarès

### Giocatore
- Copa del Generalísimo: 5

Laietà: 1942, 1944
Barcellona: 1947, 1950
Badalona: 1948
- Pallacanestro ai Giochi del Mediterraneo

 Oro: 1955

### Allenatore
- Campionato spagnolo: 1

Joventut de Badalona: 1966-1967
- Copa del Rey: 2

Joventut de Badalona: 1969
Barcellona: 1978